# Lava Lakes
Lava Lakes är sjöar i Kanada.   De ligger i provinsen British Columbia, i den västra delen av landet, 3 900 km väster om huvudstaden Ottawa. Lava Lakes ligger 541 meter över havet.
Trakten runt Lava Lakes består i huvudsak av gräsmarker. Trakten runt Lava Lakes är nära nog obefolkad, med mindre än två invånare per kvadratkilometer.